# Тихомир Йовановски
Тихомир Йовановски (на македонска литературна норма: Тихомир Јовановски) е виден икономист, университетски професор и учен от Република Македония.

## Биография
Йовановски е роден в 1933 година, в Лазарополе. В 1969 година защитава докторат в Икономическия факултет на Скопския университет, където преподава до пенсионирането си. Автор е на много научни трудове от областта на монетарната икономика. Издава научното списание „Икономика и бизнес“ (Економија и бизнис). Активен член е на асоциацията на икономистите. Автор е на около 500 библиографски единици и трудове.
Д-р Йовановски в 1995 година е отличен с „Орден на труда“ със златен венец и „Орден за заслуги за народа“ със сребърни лъчи. Носител е и на наградата „11 октомври“ за наука и за цялостно творчество. От 1983 до 1987 година е вицегуверньор на Народната банка на Югославия. В 2009 година става член на Сръбската академия за икономически науки..
Умира в Скопие на 13 май 2011 година.